# Joiadá (contemporâneo de Seraías)
Joiadá (lit. "conhecido por Deus") foi um sumo sacerdote de Israel do século VI a.C.. Era contemporâneo Seraías. Se sabe que foi deposto pelo rei Zedequias (r. 597–586 a.C.) e sucedido por Sofonias (Jeremias 29:25–29).